# Krypskytte
Krypskytte är enligt ordets ursprungliga och egentliga betydelse den jaktmetod, då jägaren smygande söker komma villebrådet inom håll. Krypskytte har i allmänna språkbruket övergått att betyda olovlig jakt, tjuvskytte. Jakten väcker då inte uppmärksamhet, det vill säga att man inte använder vanliga jaktmetoder med hundar, drevvfolk med mera.